# 2016-os spanyol labdarúgókupa-döntő
A Copa del Rey 2015–16-os idénye volt a spanyol labdarúgókupa 114. kiírása. A kupa döntőjét 2016 május 22-én rendezték a Vicente Calderón Stadionban.
A Barcelona 2–0-ra győzött a 
Sevilla csapata ellen a hosszabbításban és ezzel megszerezte a 28. címét.
| 2016. május 22. 21:30 CEST |

| Barcelona                    | 2–0 h.u.          | Sevilla |
| ---------------------------- | ----------------- | ------- |
| Jordi Alba 97' Neymar 120+2' | (0–0) Jegyzőkönyv |         |

| Vicente Calderón Stadion, Madrid Nézőszám: 54 907 Játékvezető: Carlos del Cerro Grande (spanyol) |

| Barcelona | Sevilla |

| GK           | 1  | Marc-André ter Stegen |     |      |
| RB           | 6  | Dani Alves            | 90' |      |
| CB           | 3  | Gerard Piqué          |     |      |
| CB           | 14 | Javier Mascherano     | 36′ |      |
| LB           | 18 | Jordi Alba            | 87' | 120' |
| CM           | 4  | Ivan Rakitić          |     | 46'  |
| CM           | 5  | Sergio Busquets       |     |      |
| CM           | 8  | Andrés Iniesta (c)    | 90' |      |
| RW           | 10 | Lionel Messi          |     |      |
| LW           | 11 | Neymar                | 89' |      |
| CF           | 9  | Luis Suárez           |     | 57'  |
| Cserék:      |    |                       |     |      |
| GK           | 13 | Claudio Bravo         |     |      |
| MF           | 7  | Arda Turan            |     |      |
| MF           | 12 | Rafinha               |     | 57'  |
| FW           | 17 | Munir                 |     |      |
| MF           | 20 | Sergi Roberto         |     | 120' |
| MF           | 22 | Aleix Vidal           |     |      |
| DF           | 24 | Jérémy Mathieu        |     | 46'  |
| Vezető edző: |    |                       |     |      |
| Luis Enrique |    |                       |     |      |

| GK           | 1  | Sergio Rico          |                |      |
| RB           | 25 | Mariano              |                | 80'  |
| CB           | 6  | Daniel Carriço       | 120+1′, 120+1′ |      |
| CB           | 3  | Adil Rami            | 73'            |      |
| LB           | 18 | Sergio Escudero      | 104'           |      |
| CM           | 4  | Grzegorz Krychowiak  | 92'            |      |
| CM           | 8  | Vicente Iborra       | 90+5'          | 106' |
| RW           | 23 | Coke (c)             |                |      |
| AM           | 19 | Éver Banega          | 90+2′          |      |
| LW           | 20 | Vitolo               | 75'            |      |
| CF           | 9  | Kevin Gameiro        | 114'           |      |
| Cserék:      |    |                      |                |      |
| GK           | 31 | David Soria          |                |      |
| MF           | 10 | José Antonio Reyes   |                |      |
| FW           | 11 | Juan Muñoz           |                |      |
| MF           | 14 | Sebastián Cristóforo |                |      |
| DF           | 21 | Nicolás Pareja       |                |      |
| MF           | 22 | Yevhen Konoplyanka   | 102'           | 80'  |
| FW           | 24 | Fernando Llorente    |                | 106' |
| Vezető edző: |    |                      |                |      |
| Unai Emery   |    |                      |                |      |

## Út a döntőig
| Barcelona       | Barcelona | Barcelona             | Forduló                    | Sevilla    | Sevilla  | Sevilla               |
| --------------- | --------- | --------------------- | -------------------------- | ---------- | -------- | --------------------- |
| Ellenfél        | Eredmény  | Mérkőzések            |                            | Ellenfél   | Eredmény | Mérkőzések            |
| Villanovense    | 6–1       | 0–0 vendég; 6–1 hazai | A legjobb 16 közé jutásért | Logroñés   | 5–0      | 3–0 vendég; 2–0 hazai |
| Espanyol        | 6–1       | 4–1 hazai; 2–0 vendég | Nyolcaddöntő               | Real Betis | 6–0      | 2–0 vendég; 4–0 hazai |
| Athletic Bilbao | 5–2       | 2–1 vendég; 3–1 hazai | Negyeddöntő                | Mirandés   | 5–0      | 2–0 hazai; 3–0 vendég |
| Valencia        | 8–1       | 7–0 hazai; 1–1 vendég | Elődöntő                   | Celta Vigo | 6–2      | 4–0 hazai; 2–2 vendég |

### Barcelona

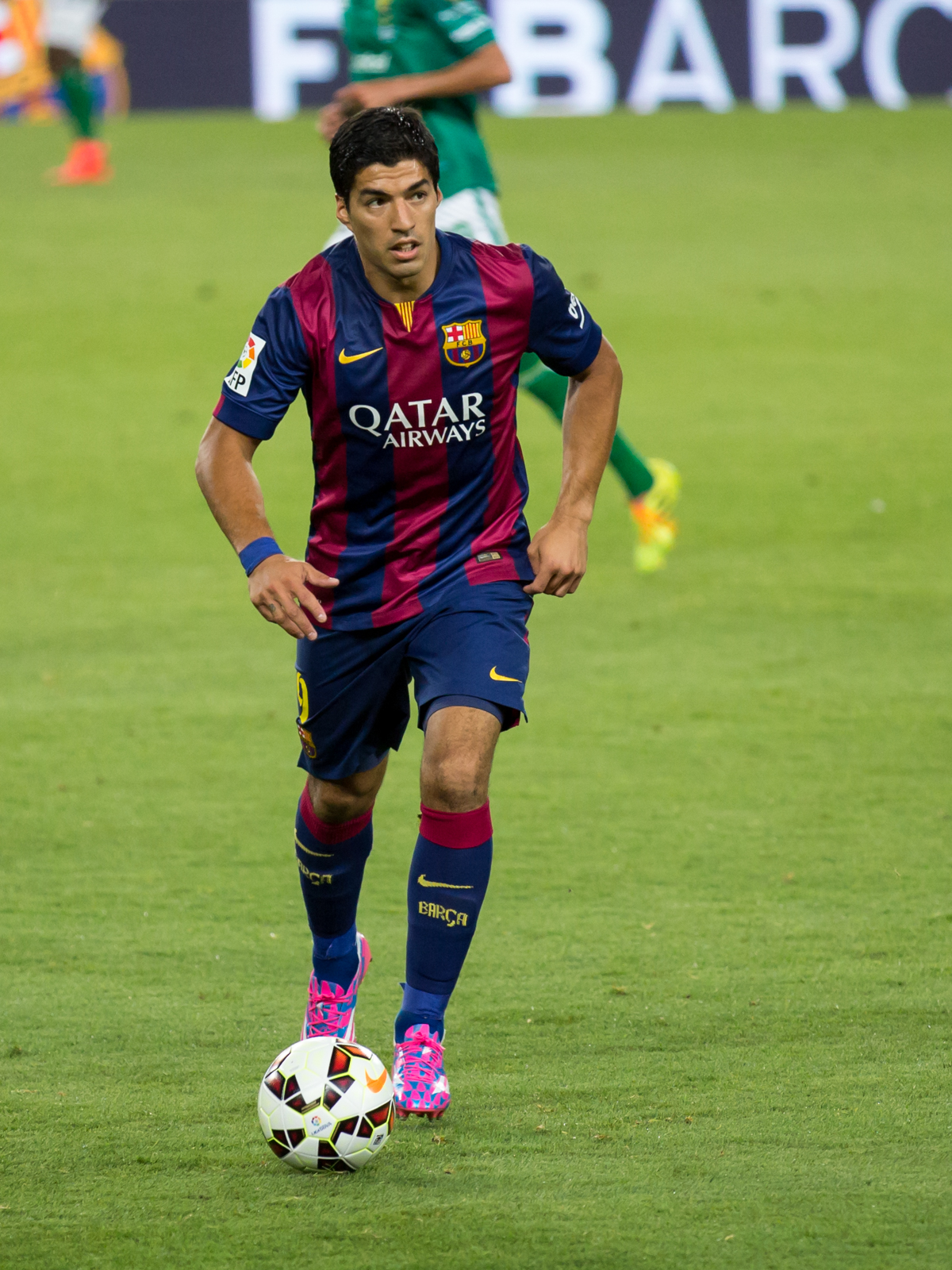
Luis Suárez öt gólt szerzett a Barcelona színeiben a kupasorozatban, ebből négyet a
Valencia csapata ellen 7–0-ra megnyert mérkőzésen.

Barcelona a legjobb 32 között kezdett, a Segunda División B-ben szereplő Villanovense csapata ellen. Az első meccs a (Villanueva de la Serenában 2015. október 28-án egy gól nélküli döntetlennel végződött. A második mérkőzésen, december 2-án a Camp Nou-ban Barcelona 6–1-es hazai győzelmet aratott. A gólgyártást Dani Alves kezdte meg egy távoli lövéssel a negyedik percben, Sandro mesterhármasával és Munir duplázásával alakult ki a végeredmény .
A legjobb 16 között a városi rivális Espanyollal találkozott a barcelonai derbin. 2016. január 6-án, a 4–1-es hazai győzelem alkalmával Messi duplázott, Gerard Piqué és Neymar egy–egy gólig jutott. Egy héttel később az RCDE Stadiumban a Barcelona 2–0-s győzelmet aratott Munir duplázásával.
A negyeddöntőben az FC Barcelona az Athletic Bilbaoval mérkőzött meg. 
Január 20-án San Mamésben 2–1-ra győzött Munir és Neymar egy-egy góljával. Egy héttel később Iñaki Williams góljával vezetés szereztek a baszkok, de a második félidőben Luis Suárez, Gerard Piqué és Neymar is betalált, a Barcelona átvette a vezetést és megnyerte a találkozót.
Az elődöntőben a Valenciával csapott össze a katalán gárda és 7–0-ra győzött hazai pályán, február 3-án Luis Suárez négy góljával és Lionel Messi mesterhármasával. Egy héttel később a Estadio Mestalla-ban Álvaro Negredo és Wilfrid Kaptoum találataival döntetlenre végződött a mérkőzés.

### Sevilla

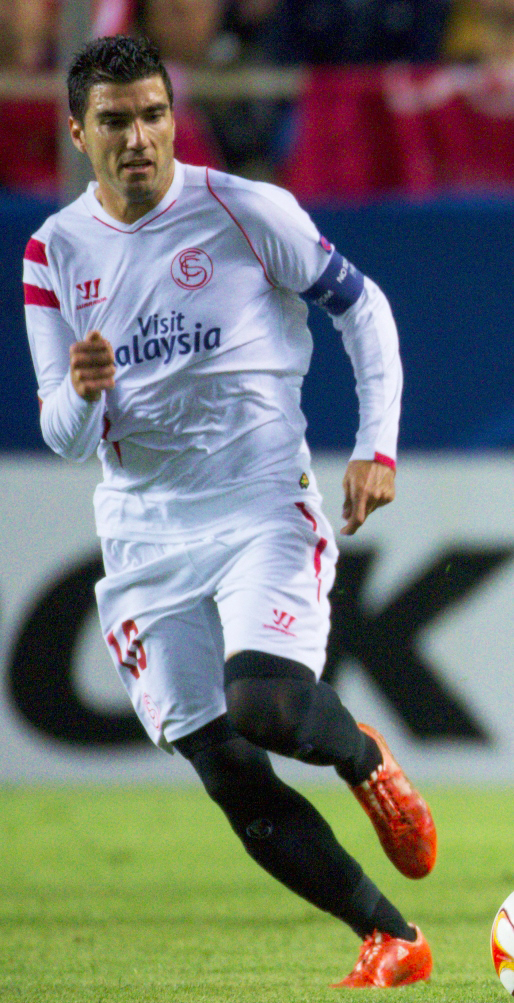
José Antonio Reyes a Sevilla csapatkapitánya

Sevilla a Logroñés csapata ellen kezdett. Az első mérkőzés 2015. december 3-án 3–0-ra megnyerte, Coke, Michael Krohn-Dehli és Ciro Immobile találatával. Két héttel később a Estadio Ramón Sánchez Pizjuán-ban  2–0-ra győzött Ciro Immobile és a csapatkapitány José Antonio Reyes egy-egy góljával.
A legjobb 16 között a Real Betis csapatával csapott össze. Idegenben az első mérkőzésen 2–0-ra győzött, Krohn-Dehli és Grzegorz Krychowiak találatával.
A visszavágón  4–0-ra nyertek, Reyes és Adil Rami góljával az első félidőben, Kevin Gameiro és Gaël Kakuta góljával a második félidőben kialakítva a végeredményt.
Az elődöntőben a Celta Vigo volt az ellenfél és  február 4-én Rami fejesével, Gameiro duplájával és a volt Celta-játékos Krohn-Dehli góljával 4–0-ra győzött a Sevilla. Egy héttel később a Balaídos-ban a Celta Vigo játékosa, Iago Aspas duplázott, de Éver Banega és Konopljanka egyenlített, így vendégek jutottak a döntőbe.

## Fordítás
Ez a szócikk részben vagy egészben  a(z)   2016 Copa del Rey Final című angol Wikipédia-szócikk fordításán alapul.  Az eredeti cikk szerkesztőit annak laptörténete sorolja fel. Ez a jelzés csupán a megfogalmazás eredetét és a szerzői jogokat jelzi, nem szolgál a cikkben szereplő információk forrásmegjelöléseként.